# يوشيو كاواي
يوشيو كاواي (باليابانية: 河合義雄؛ بالكانا: かわい よしお) هو مؤدي صوت ياباني، ولد في 27 مارس 1954 في طوكيو في اليابان.

## وصلات خارجية
- يوشيو كاواي على موقع IMDb (الإنجليزية)
- يوشيو كاواي على موقع قاعدة بيانات الفيلم (الإنجليزية)
- يوشيو كاواي على موقع ANN person (الإنجليزية)